# Josef Mazura
Josef Mazura (ur. 23 kwietnia 1956 w Vyškovie) – czeski piłkarz występujący na pozycji pomocnika. Reprezentant Czechosłowacji. Trener piłkarski.

## Kariera klubowa
Mazura treningi rozpoczął w Sokole Lysovice. W 1973 roku dołączył do juniorów Zbrojovki Brno, a w 1977 roku został włączony do jej pierwszej drużyny. W sezonie 1977/1978 wraz z zespołem wywalczył mistrzostwo Czechosłowacji, a w sezonie 1979/1980 wicemistrzostwo Czechosłowacji. W sezonie 1982/1983 spadł z klubem z pierwszej ligi do drugiej.
W 1986 roku Mazura przeszedł do austriackiego VSE St. Pölten. Spędził tam jeden sezon, a potem przeniósł się do belgijskiego drugoligowca, KSC Hasselt. Tam również występował przez jeden sezon. Następnie wrócił do Austrii, gdzie został graczem drugoligowego SV Stockerau. W sezonie 1990/1991 zdobył z nim Puchar Austrii. W sezonie 1994/1995 spadł z zespołem do trzeciej ligi, ale w kolejnym awansował z nim z powrotem do drugiej. W 1997 roku zakończył karierę.

## Kariera reprezentacyjna
W reprezentacji Czechosłowacji Mazura wystąpił jeden raz, w 1981 roku. Wcześniej, w 1980 roku zdobył złoty medal na Letnich Igrzyskach Olimpijskich.